# Niedernberg

Gemeindegebiet von Niedernberg

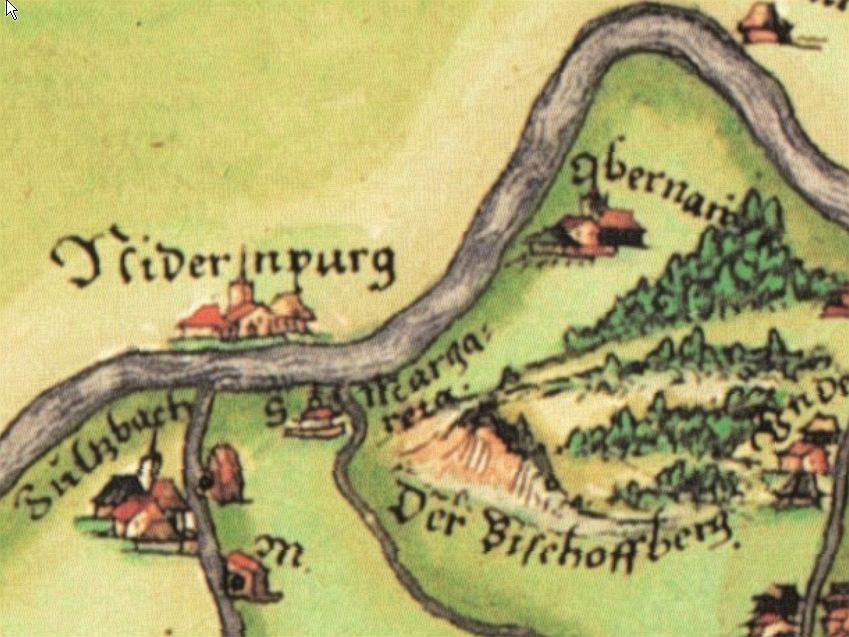
Niedernberg auf der Pfinzingkarte von 1562

Niedernberg ist eine Gemeinde im unterfränkischen Landkreis Miltenberg in Bayern. Sie liegt am linken Ufer des Mains im bayerischen Teil des Rhein-Main-Gebiets, etwa sieben Kilometer südlich von Aschaffenburg und grenzt an die Orte Großwallstadt, Sulzbach am Main, Johannesberg, Großostheim und Stockstadt am Main. Auf dem Gebiet von Niedernberg befand sich in römischer Zeit ein Kastell am Mainlimes, dessen Reste zum UNESCO-Welterbe zählen. Erstmals urkundlich erwähnt wurde der Ort im Jahr 1095. Über Jahrhunderte war Niedernberg landwirtschaftlich geprägt, bevor es durch seine Lage am Main und die Nähe zu Ballungsräumen auch wirtschaftlich wuchs.

## Geografie

### Geografische Lage
Niedernberg, als die nördlichste Gemeinde des Landkreises Miltenberg, liegt am linken Mainufer 10 km südlich von Aschaffenburg. Die Gemeindegemarkung ist überwiegend eben, ausgenommen der Niedernberger Wald, in dem sich ganz im Südwesten auf 258 m ü. NHN der topographisch höchste Punkt der Gemeinde befindet. Ihr niedrigster Punkt liegt auf dem Main unterhalb der Staustufe Obernau bei 108,5 m ü. NHN.

### Gemeindegliederung

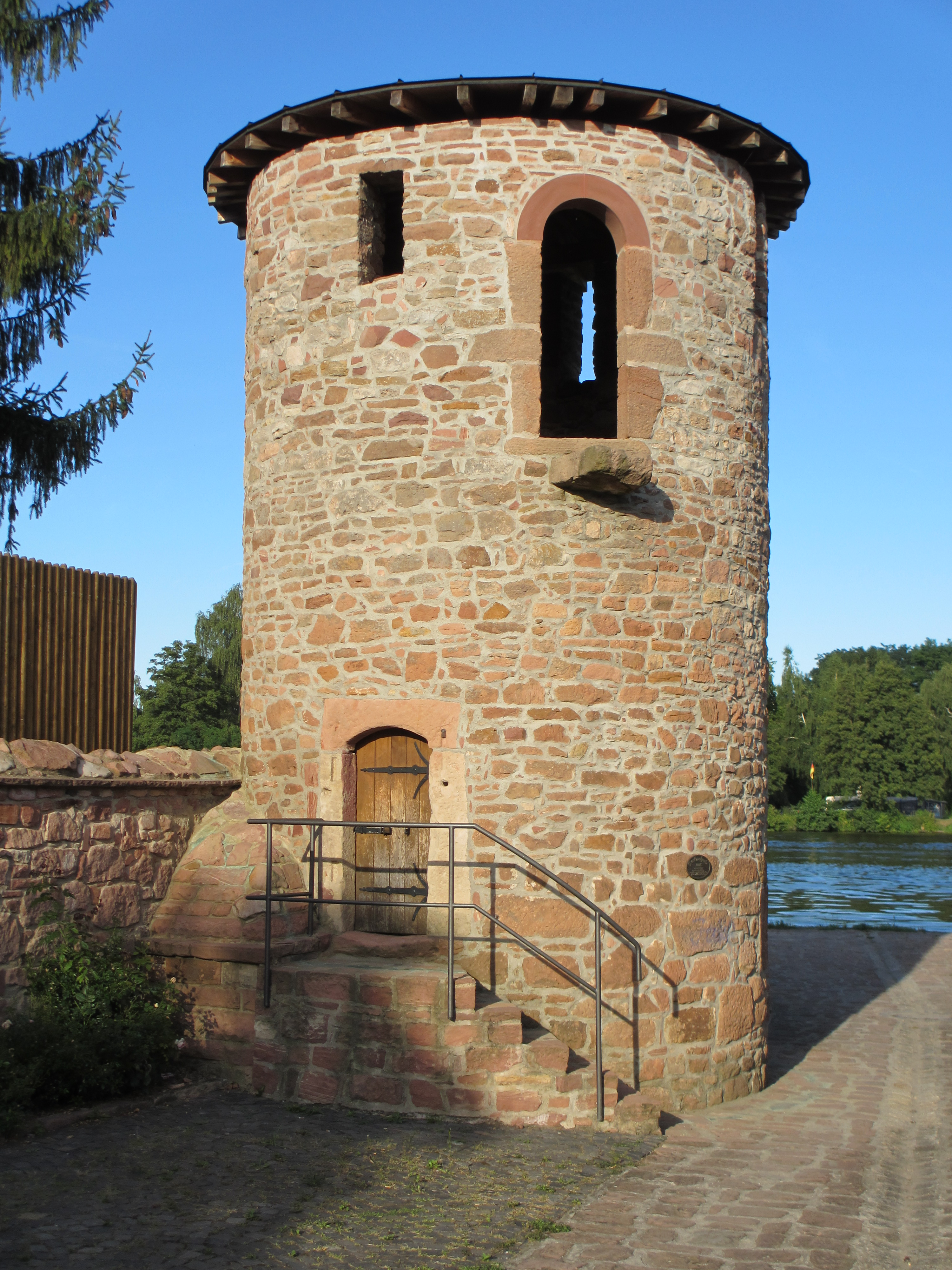
Der im Jahre 2006 restaurierte „Turm am Main“

Die Gemeinde hat nur einen Gemeindeteil, das Pfarrdorf Niedernberg.
Im Ortskern stehen viele alte, zum Teil liebevoll restaurierte Fachwerkhäuser, die katholische Kirche St. Cyriakus, das Rathaus, eine Bank, die Hauptschule und der Kindergarten St. Cyriakus. Die Ortsbefestigung aus dem 15. Jahrhundert wurde im Jahr 2004 saniert.
Im nördlichen Neubaugebiet befinden sich der neue Friedhof, der Bauhof und die Kläranlage, im Gebiet Tafel das Gewerbegebiet Tafel, das Neubaugebiet Tafeläcker mit vier Bauabschnitten, der Wasserturm, die Grundschule, der zweite Kindergarten „Sonnenschein“, ein Seniorenstift und das Vereinshaus des Niedernberger Musikcorps („Musicum“).
Das Seengebiet erstreckt sich südlich der nach dem ehemaligen Bürgermeister benannten Mehrzweckhalle (Hans-Herrmann-Halle). Dort befinden sich das Seehotel, der 2005 eröffnete Badestrand HonischBeach und ein Baugebiet für Ferienwohnungen. Das Gebiet enthält drei Seen, den Silbersee, den ehemaligen Surfsee und den Anglersee.

### Nachbargemeinden
|                    | Stadt Aschaffenburg                         |                        |
| Markt Großostheim  | Kompassrose, die auf Nachbargemeinden zeigt | Markt Sulzbach am Main |
| Gemeinde Mömlingen | Gemeinde Großwallstadt                      |                        |

### Historische Region
Mit den Stadtteilen Leider und Nilkheim der Stadt Aschaffenburg, dem Stadtteil Dorndiel der Stadt Groß-Umstadt, der Stadt Obernburg und den Gemeinden Großwallstadt und Mömlingen, den Gemeindeteilen Radheim und Mosbach der Gemeinde Schaafheim, dem Markt Großostheim und dem Markt Stockstadt bildet die Gemeinde Niedernberg die historische Region Bachgau.

### Ausdehnung des Gemeindegebiets
Das nördliche und westliche Gemeindegebiet liegt großenteils im Wasserschutzgebiet um das Aschaffenburger Wasserwerk. Ein kleiner Teil liegt als ehemaliger Ländeplatz der Niedernberger Fähre auf dem rechten Mainufer gegenüber dem Ortskern. Damit wird das Niedernberger Gemeindegebiet an seinem Rand vom Main durchflossen. Etwa die Hälfte des Gemeindegebietes liegt westlich der Bundesstraße 469.

### Geologie
Das Gemeindegebiet gehört sowohl zur Kernlandschaft der Untermainebene als auch zur steil abfallenden Gebirgsrandzone des Odenwaldes. Daher weist das Gemarkungsgebiet große Höhenunterschiede auf. Dem entspricht der Bodenaufbau, welcher in der ganzen ebenen Fläche überwiegend aus Sanden und lehmigen Schichten aufgebaut ist. Im Westen finden sich auch Lehmauflagen, welche aber kurz darauf schon in Buntsandstein übergehen.
Insbesondere ab Mitte des 20. Jahrhunderts wurde ein großflächiger Kiesabbau betrieben.

### Naturereignisse
Niedernberg wird seit jeher besonders auch von winterlichen Hochwassern betroffen, bei denen die tieferliegenden Anwesen am Main in Mitleidenschaft gezogen werden. Da am ehemals unregulierten und nicht ausgebauten Main bei Winterhochwasser Treibeis und Eisgang sehr gefährlich werden konnten, wurde 1559 am Südostende der Ortsbefestigung ein Eisbrecher erbaut, um größere Eisschollen zu zerteilen. Das abgerundete Bauwerk, dem vermutlich flussaufwärts ein hölzerner Eisbock vorgelagert war, soll aber nicht die erhoffte Wirkung gezeigt haben.
Ein verheerendes Hochwasser erreichte das Dorf während der Schneeschmelze im Februar 1784, als das Wasser über 4 Schuh hoch in der Kirche stand. Die Wassermassen rissen Schiffe, Hütten und Ställe zum Teil mitsamt angebundenen Tieren fort (vgl. Hochwasser 1784).

### Klima
Mit einer Jahresmitteltemperatur von über 9 Celsius gehört Niedernberg zu einer der wärmsten Gegenden Deutschlands. Begünstigt wird dies durch die schützenden bewaldeten Gebirgszüge des Spessarts und des Odenwalds.

## Name

### Etymologie
Der ursprüngliche Name Niedernburg setzt sich zusammen aus den althochdeutschen Wörtern nidere, im Sinne von niedrig oder weiter unten gelegen, und burc für einen befestigten Ort. Als Erklärung ergibt sich daraus weiter talabwärts (als Obernburg) gelegener, befestigter Ort.

### Frühere Schreibweisen
Frühere Schreibweisen des Ortes aus verschiedenen historischen Karten und Urkunden:
| - 1095 Niderenburc - 1151 Niderenburk - 1230 Niderenburg - 1290 Nyderenberg - 1304 Nydermburg - 1334 Nyederenberg | - 1367 Niedernberg - 1403 Nedernburg - 1510 Niddernberg - 1532 Nydernberg - 1609 Niedernberg |

## Geschichte
Die ältesten Funde, die auf menschliches Leben in Niedernberger Gemarkung hindeuten, stammen aus der Jungsteinzeit. Einschneidende Änderungen in der Landschaft gingen mit der Römerherrschaft um die Zeitenwende einher. Im ersten Jahrhundert unserer Zeitrechnung reichte das römische Imperium bis an den Main. Zur Sicherung ihrer Reichsgrenze legten römische Truppen an strategisch wichtigen Stellen Kastelle an.

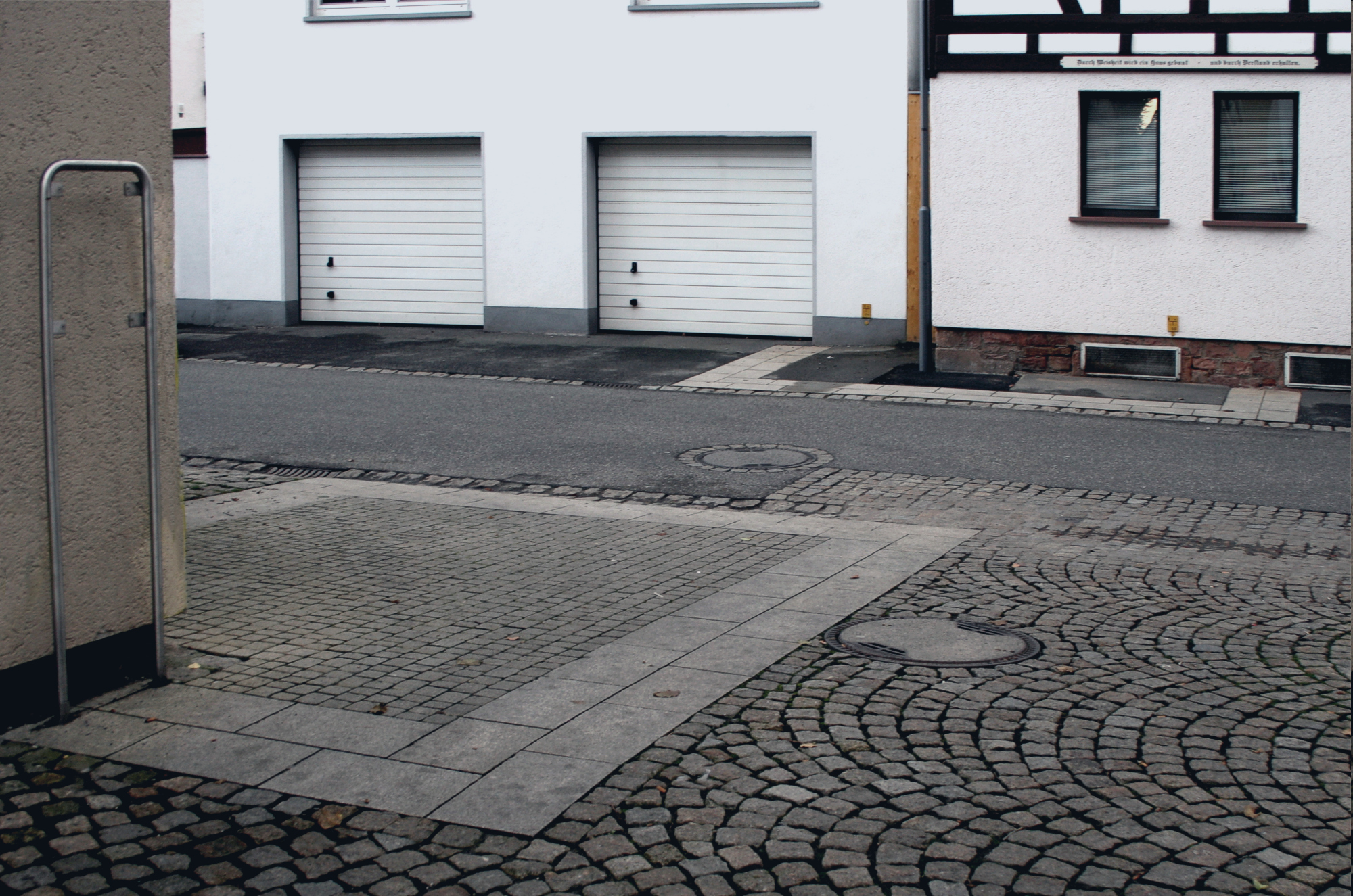
Markierung des nördlichen Seitentors des römischen Kastells im heutigen Straßenpflaster

Der Ursprung Niedernbergs geht auf eine solche römische Kastellanlage zurück, erbaut zwischen 83 und 150 n. Chr. am sogenannten „nassen Limes“, der die Ostgrenze des Reiches darstellte (siehe Kastell Niedernberg). Das 144 × 135 Meter große Kastell war nach Osten, zum Main hin, ausgerichtet. Obwohl es überbaut wurde, geht der Grundriss des heutigen Ortskerns noch immer auf das Straßensystem des Kastells zurück, Hauptstraße und Kirchgasse decken sich mit den damaligen Lagerstraßen. Niedernberg war Standort der etwa 500 Mann starken Kohorte Cohors I Ligurum et Hispanorum, die in Norditalien und Spanien rekrutiert worden war.

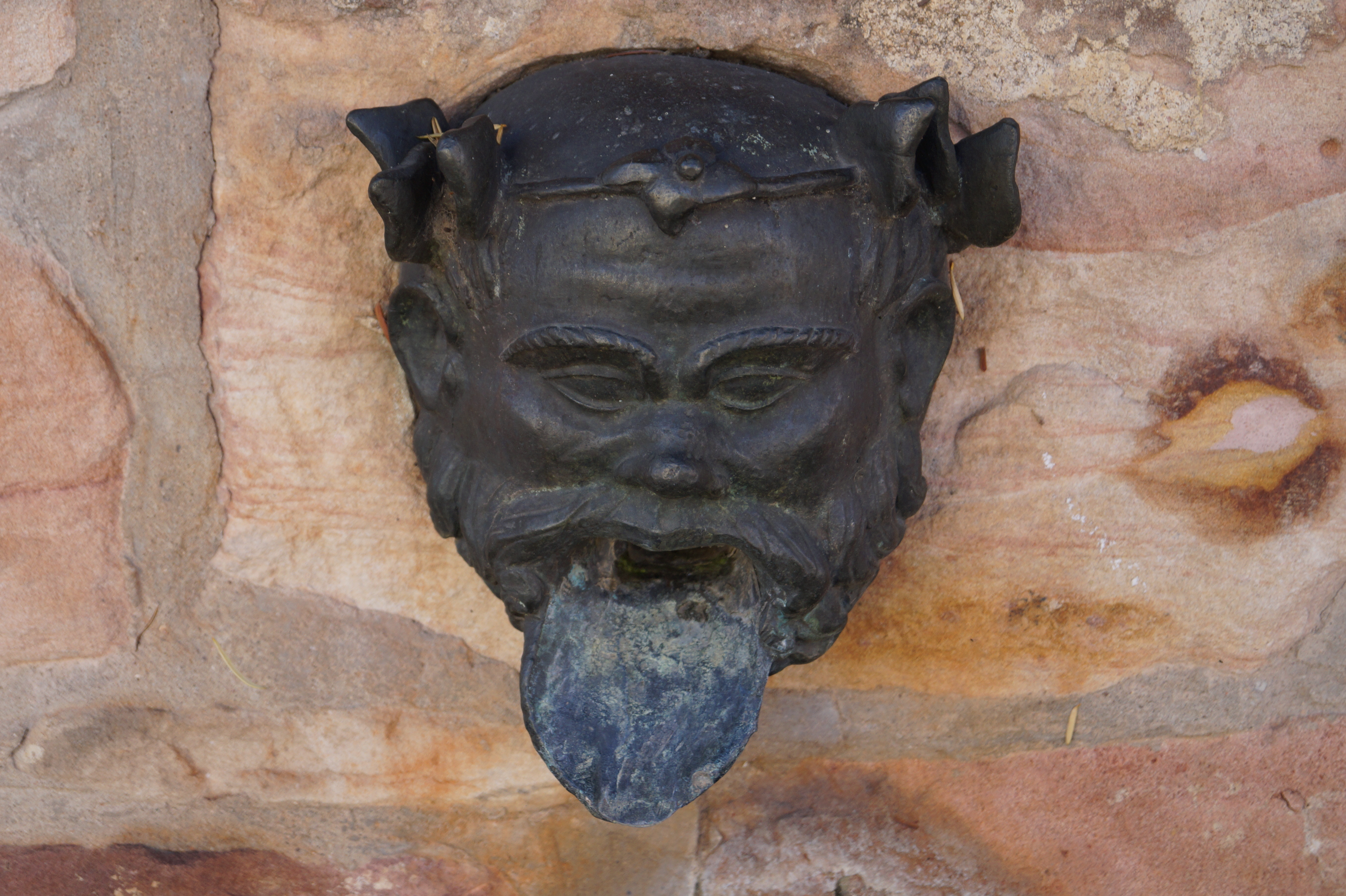
Römische Brunnenmaske (Nachbildung)

Interessante Funde wie der Marcellusstein oder ein 1963 entdecktes Gräberfeld geben Aufschluss über das Leben der in Niedernberg stationierten Römer. 1964 wurde bei Bauarbeiten in der Hauptstraße eine bronzene Brunnenmaske gefunden, die das einzige entdeckte Original nördlich der Alpen ist. Die Maske ist das Prunkstück des Stiftsmuseums in Aschaffenburg und gehört bei römischen Ausstellungen oft als Leihgabe zu den höchst seltenen Exponaten.
Die erste urkundliche Erwähnung Niedernbergs wird auf das Jahr 1095 datiert. Damals vermachte „Diemar von Niderenburc“ dem Kloster Lorsch an der Bergstraße für den Unterhalt seines Tochterklosters Steinbach im Odenwald eine halbe Hube Land von seinem Besitz Pfungstadt.
Schon 1340 wurde die Niedernberger Kapelle, aus der nach allgemeiner Kenntnis die heutige Pfarrkirche St. Cyriakus hervorging, mit kleinen Vermächtnissen bedacht. Sowohl der Turm als auch der „Alte Chor“ von 1461 sind erhalten. Umfassende Umbau- und Erweiterungsmaßnahmen wurden unter Pfarrer Seubert in den Jahren 1897 und 1931 durchgeführt. An der Südseite des Kirchturms wurde um 1822 die Grabplatte des Landschöffen Michael Groß eingelassen, welcher der Sage nach durch seinen Mut Niedernberg vor der Zerstörung durch die Schweden im Dreißigjährigen Krieg rettete.

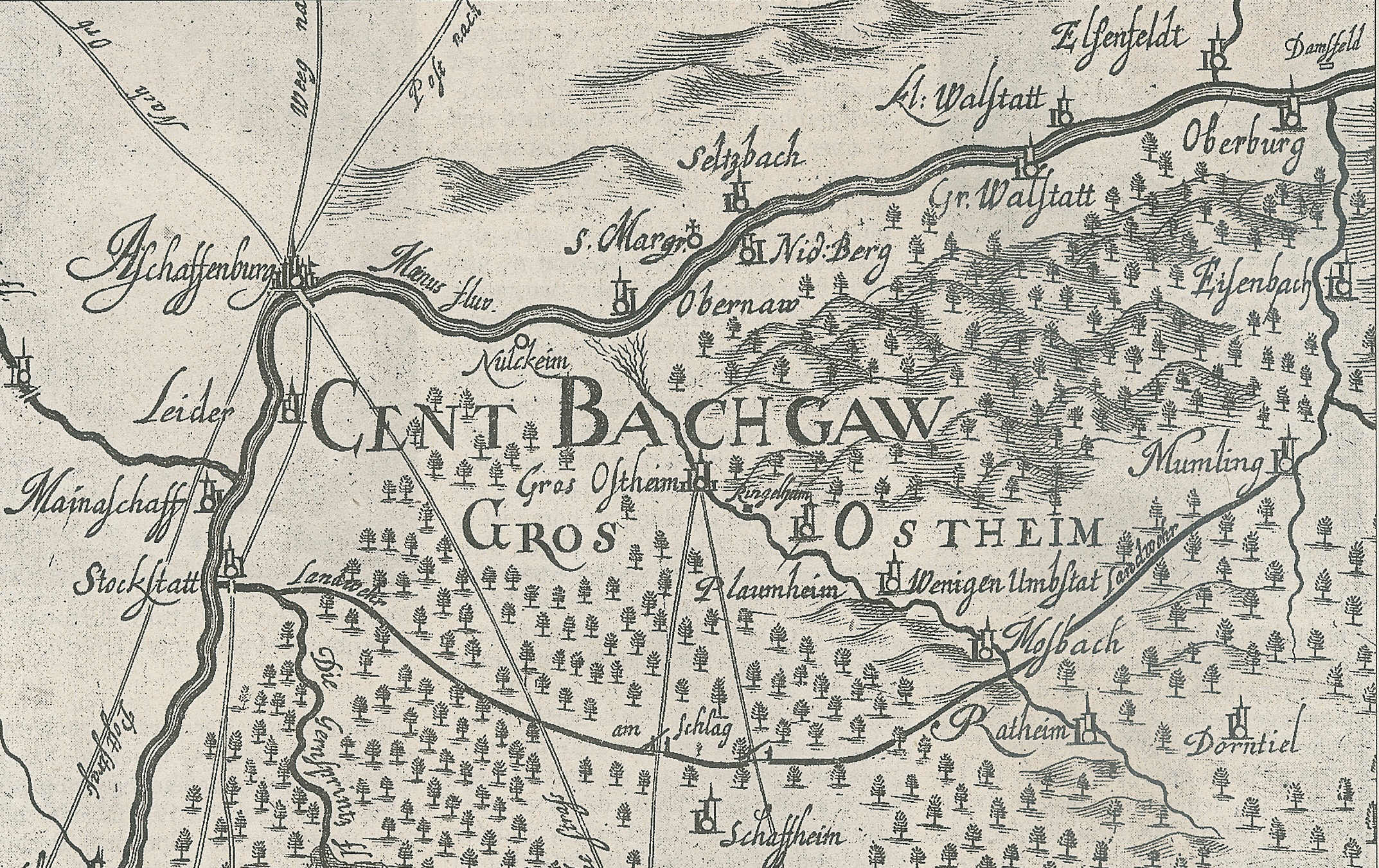
„Cent Bachgaw“, Stich von Nicolaus Person aus dem Jahr 1695

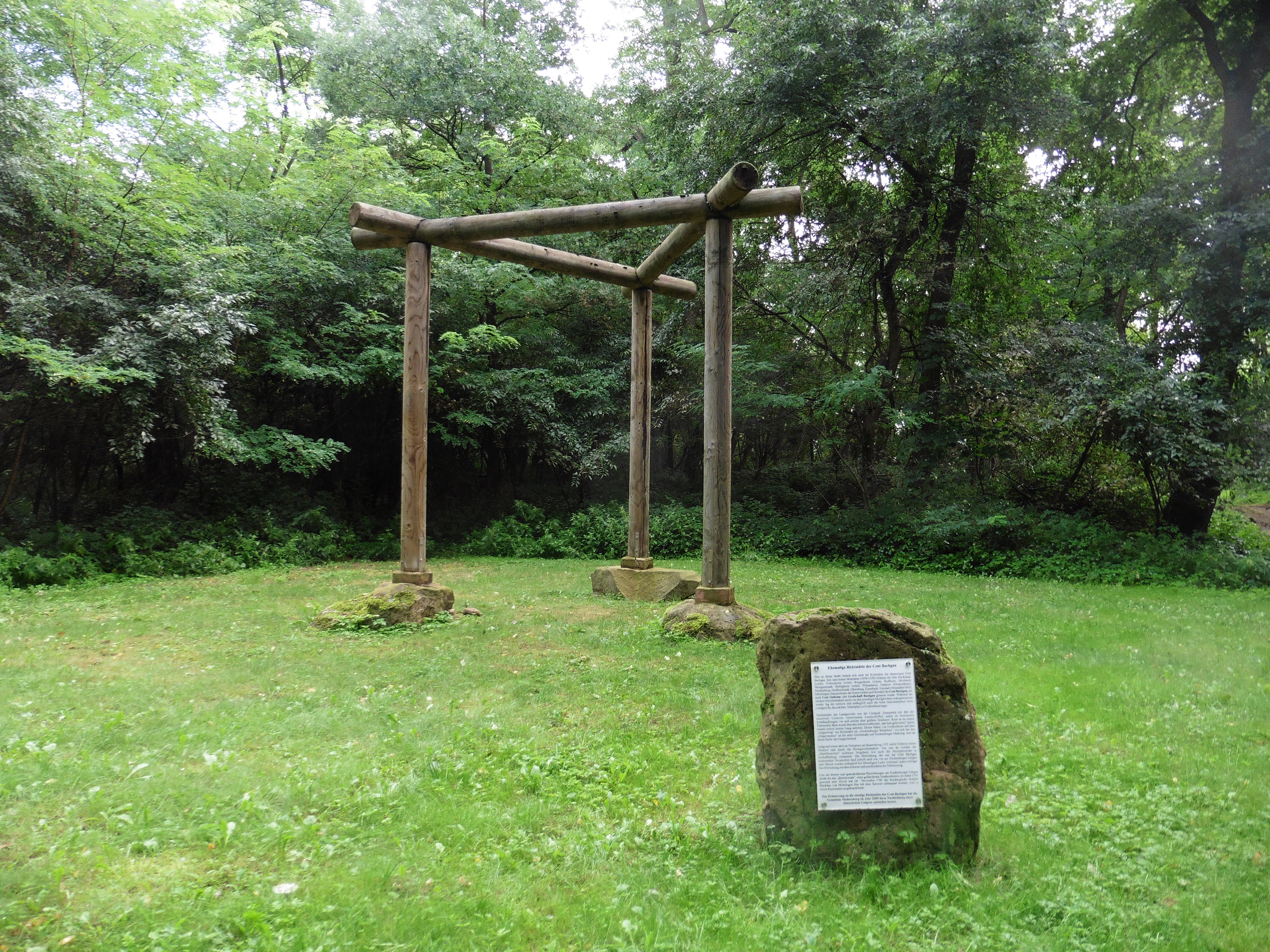
Ehemalige Richtstätte

Nordwestlich des heutigen Dorfbereiches, am sogenannten Tannenwäldchen, befand sich bis Ende des 18. Jahrhunderts die Richtstätte der Cent Bachgau, zu der Niedernberg gehörte. Das Centgericht selbst tagte in Großostheim, von wo aus die Delinquenten ihren letzten Gang über den Galgenweg zum Richtplatz antraten.
Bis ins 19. Jahrhundert war Niedernberg von einer wehrhaften Dorfmauer umgeben, die entlang der Turmgasse und der Hintermauer in Teilbereichen erhalten ist. Sie konnte die Einwohner jedoch nicht vor den durchziehenden Truppen schützen. Während des Dreißigjährigen Krieges verminderte sich die Bevölkerungszahl auf beinahe ein Zehntel ihres vorherigen Bestandes.
Viele Bürger verließen im 19. Jahrhundert aufgrund von Wohnraumbeschränkung, Missernten und sozialen Notlagen ihre Heimat und wanderten in die USA aus. Erst als sich Ende des Jahrhunderts in Aschaffenburg und Umgebung die industrielle Fertigung von Herren-Oberbekleidung etablierte, kam ein gewisser Wohlstand auf. Um für Notsituationen gewappnet zu sein, wurde zusätzlich an der Landwirtschaft festgehalten. Dies hatte bis in die 1970er Jahre Bestand.
Zum Ende des Alten Reiches gehörte Niedernberg zur Stadt- und Amtsvogtei Obernburg und Großostheim im Vizedomamt Aschaffenburg des Kurfürstentums Mainz. 1803 wurde das Kurfürstentum säkularisiert und Niedernberg kam mit dem Vizedomamt Aschaffenburg zum neugebildeten Fürstentum Aschaffenburg, das 1810 in das kurzlebige Großherzogtum Frankfurt überging. Im Großherzogtum Frankfurt gehörte Niedernberg als Mairie zur Distriktsmairie Obernburg des Departements Aschaffenburg und hatte 1812 bei 129 Feuerstellen 680 Einwohner. Johann Jünemann war der Maire und Joseph Bauer der Pfarrer. Der Schullehrer hieß Alois Rocher und der Landzöller Paul Aulbach.
Infolge der Verträge von Paris fiel Niedernberg 1814 an das Königreich Bayern und gehörte ab 1. Oktober 1814 zum Landgericht Obernburg.
Als politische Gemeinde entstand Niedernberg im Zuge der Verwaltungsreformen in Bayern mit dem Gemeindeedikt von 1818.
Im Jahr 1862 wurde durch Zusammenschluss der Landgerichte Obernburg und Klingenberg das Bezirksamt Obernburg gebildet, auf dessen Verwaltungsgebiet Niedernberg lag. Wie überall im Deutschen Reich wurde 1939 die Bezeichnung Landkreis eingeführt. Niedernberg war eine der 35 Gemeinden im Landkreis Obernburg am Main (Kfz-Kennzeichen OBB). Mit Auflösung des Landkreises Obernburg kam Niedernberg 1972 in den neu gebildeten Landkreis Miltenberg (Kfz-Kennzeichen MIL).
In kirchlicher Hinsicht gehörte Niedernberg vom frühen 8. Jahrhundert bis zur Säkularisation im Jahre 1803 zum Erzbistum Mainz. Danach war Niedernberg bis 1820 Teil des Bistums Regensburg mit seinem Erzbischof Karl Theodor von Dalberg. Erst seit 1821 zählt Niedernberg zum Bistum Würzburg.

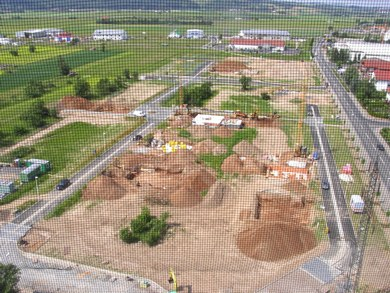
Der erste Bauabschnitt des Baugebiets „Tafeläcker“

Viele Jahrhunderte lang lag Niedernberg am Wasserweg Main und an der Geleitstraße (Via Publica), die von Prag über Nürnberg, Würzburg, Miltenberg und Seligenstadt nach Frankfurt am Main und weiter nach Köln und Brüssel führte und im Raum Aschaffenburg/Bayerischer Untermain zur B 469 ausgebaut wurde (sogenanntes Langes Handtuch zwischen Großostheim und Obernburg). Dennoch prägten bis in die 1960er Jahre Landwirtschaft und Heimschneiderei das Bild. Mit dem weiteren Ausbau des Langen Handtuchs zur Kreisstraße und ab den 1970er Jahren zur B 469 folgte eine starke strukturelle Neuausrichtung hin zum Industriellen, beginnend mit verstärktem Kiesabbau und der Ansiedlung der metallverarbeitenden späteren Wanzke AG 1970. Durch den über die B 469 gewährleisteten direkten Autobahnanschluss an das Rhein-Main-Gebiet, die Bereitstellung eines großen Industrie- und Gewerbegebietes und die 2001 fertiggestellte Mainbrücke im südlichen Gemarkungsbereich wurde die Ansiedlung weiterer Gewerbebetriebe begünstigt.
Einen Rückschlag musste Niedernberg durch den Konkurs der börsennotierten und lange Zeit als Vorzeigeunternehmen geltenden m+s Elektronik AG im Jahre 2002 hinnehmen. Von insgesamt 1800 gekündigten Mitarbeitern verloren alleine am Standort Niedernberg 600 Personen ihren Arbeitsplatz. Der Niedergang des Unternehmens aufgrund plötzlicher Kündigung der Geschäftskredite trotz positiver Gutachten und guter Auftragslage zog umfangreiche Medienberichte nach sich; so wurde auch eine Folge der WDR-Reihe die story mit dem Titel „Bankgeheimnisse“ produziert und mehrmals im deutschen Fernsehen ausgestrahlt.
In vier Abschnitten wird seit den 2000er Jahren das Baugebiet Tafeläcker eingerichtet, es sollen hier Bauplätze für 200 Wohnungen entstehen.
Zur Einwohnerentwicklung siehe Statistik-Teil.

## Religionen
Ende 2015 waren etwa 64 % der Einwohner in Niedernberg katholisch. Sie gehören der Kirchengemeinde „St. Cyriakus“ an.
Die evangelisch-freikirchlichen Gemeinde ist seit 1999 in der „Christuskirche“ ansässig.
In Großostheim gibt es die nächste evangelisch-lutherische Kirchengemeinde, „St. Stephanus“.

## Politik

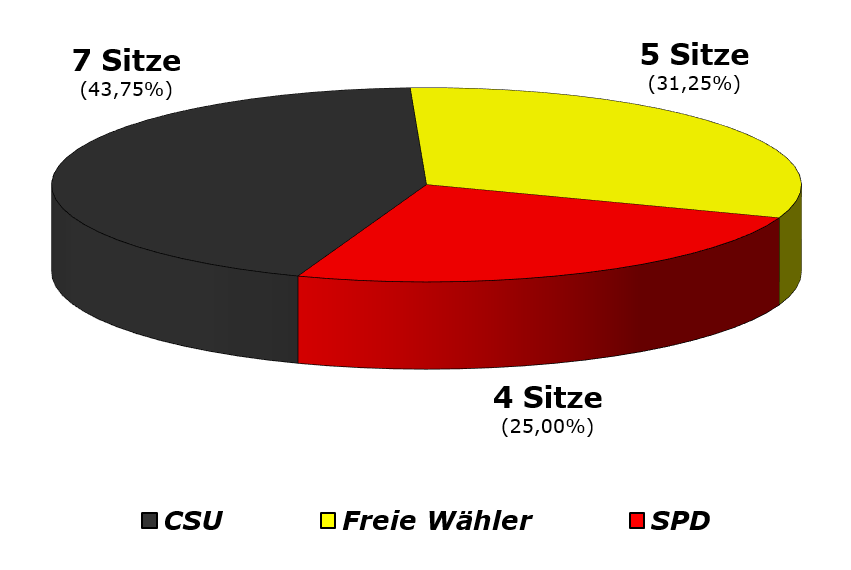
Sitzverteilung im Gemeinderat nach der Wahl im März 2020

### Gemeinderat
Nach der Kommunalwahl am 15. März 2020 mit einer Wahlbeteiligung von insgesamt 58,67 % aller Wahlberechtigten (im Vergleich zu 2014: + 6,69 %p) setzt sich der 16-köpfige Gemeinderat aus folgenden Parteien zusammen:
- CSU: 7 Sitze (im Vergleich zu 2014: keine Veränderung)
- SPD: 4 Sitze (im Vergleich zu 2014: +1 Sitz)
- FW: 5 Sitze (im Vergleich zu 2014: +1 Sitz)
- Sonstige: 0 Sitze (im Vergleich zu 2014: −2 Sitze)

### Bürgermeister
Das Amt des Ersten Bürgermeisters hatten seit dem Zweiten Weltkrieg folgende Persönlichkeiten inne: Adam Klement (1945–1960), Alfons Hartlaub (1960–1978), Hans Herrmann (1978–2000) und Jürgen Reinhard (2000–2024). Seit 3. April 2024 ist Ralf Sendelbach (Freie Wähler) Erster Bürgermeister. Er wurde nach einer Stichwahl am 17. März 2024 mit 58,0 % aller abgegebenen Stimmen bei einer Wahlbeteiligung von 67,7 % gewählt.
Als Zweiter Bürgermeister fungiert Jürgen Klement (Freie Wähler), Dritter Bürgermeister ist Volker Goebel (CSU).

### Wappen
Der Gemeinde wurde mit Erlass vom 3. August 1959 durch das Bayerische Staatsministerium des Innern gemäß Art. 4 Abs. 1 Satz 2 der Gemeindeordnung die Zustimmung zur Führung eines Gemeindewappens erteilt.
Das Gemeindewappen zeigt auf rotem Hintergrund ein zinnengekröntes goldenes Tor, weiterhin im Torbogen schwebend das silberne Mainzer Rad. Gefertigt wurde der Entwurf des Wappens von Friedrich Merzbacher aus München.
Inhaltlich lässt sich das Hoheitszeichen folgendermaßen erklären: Die geschichtliche Tatsache, dass die Anfänge Niedernbergs auf ein Römerkastell zurückgehen, wird im Wappen durch das zinnengekrönte Kastelltor zum Ausdruck gebracht. An die schon 1292 bestätigte territoriale Zugehörigkeit des heutigen Gemeindegebietes zum Erzstift Kurmainz soll das Mainzer Rad erinnern.

### Städtepartnerschaften

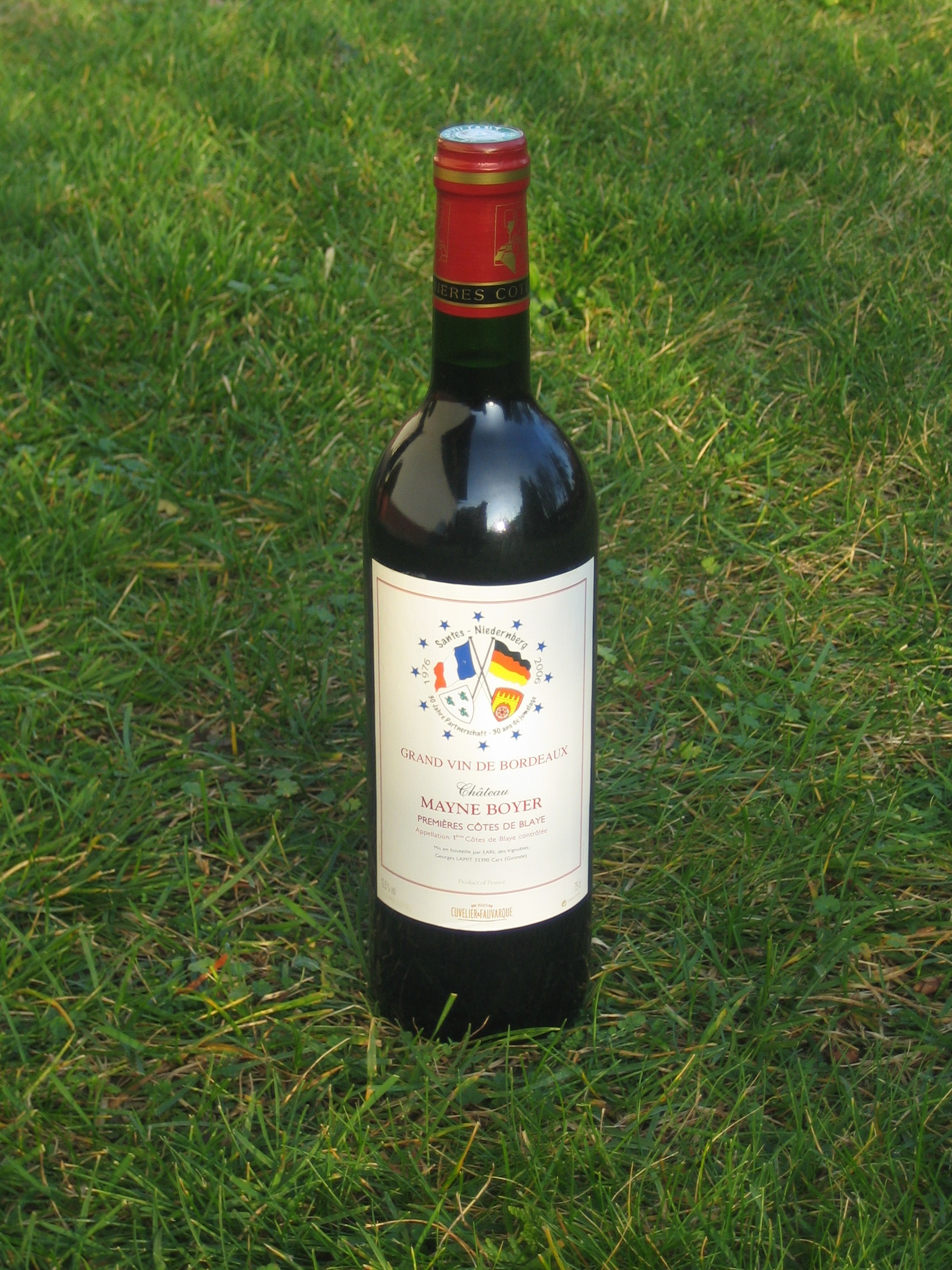
Wein zum 30-jährigen Jubiläum der Städtepartnerschaft

Aus einer sportlichen Begegnung in der nordfranzösischen Stadt Santes im Jahre 1969 entwickelte sich eine freundschaftliche Beziehung, die am 3. Mai 1975 zur Unterzeichnung der Partnerschaftsurkunde zwischen Santes und Niedernberg führte. Auf diese Weise möchten beide Gemeinden einen Beitrag zur Völkerverständigung leisten.
Im Folgenden wurden die Beziehungen beständig ausgebaut und durch gegenseitige Besuche gefestigt, seit 1979 finden jährlich Schüleraustausche zwischen den beiden Gemeinden statt. In den Jahren 2006 und 2016 gab es Tag- und Nachtläufe von Niedernberg in das etwa 600 km entfernte Santes, die jeweils von 24 Teilnehmern in weniger als 60 Stunden bewältigt wurden.

### Verwaltung
Die Gemeinde war von 1978 bis 31. Dezember 1979 Mitglied der Verwaltungsgemeinschaft Großwallstadt.

## Wirtschaft und Infrastruktur
Der bayerische Untermain gehört zum Randgebiet des Ballungsraumes Rhein-Main in Frankfurt und tendiert strukturell stark in diese Richtung. Die direkte Anbindung an die B 469 und A 3 begünstigt hierbei ansässige Industrie- und Handwerksunternehmen.
Niedernberg ist eine der am Main liegenden Ortschaften, die sich zum Zweck einer gemeinsamen Wirtschafts- und Tourismusförderung unter dem Namen „Churfranken“ in einem 2007 gegründeten Verein zusammengeschlossen haben.

### Verkehr

#### Straßen
Niedernberg ist durch die B 469 mit den Autobahnen A 3 und A 45 verbunden. Die Gesamtlänge des Straßennetzes beträgt 32 km.

#### Öffentlicher Nahverkehr
Einen größeren Bahnhof gibt es im 15 km entfernten Aschaffenburg, einen 200 m Luftlinie entfernten Haltepunkt auf der rechten Mainseite in Sulzbach am Main. Durchquert wird die Niedernberger Gemarkung von der Bahnstrecke Aschaffenburg–Miltenberg, den Buslinien 60 (Obernburg, Großwallstadt, Nilkheim und Aschaffenburg) und 56 (Sulzbach, Großostheim). Die Busse des öffentlichen Verkehrsverbunds fahren unter der Woche stündlich und am Wochenende jede zweite Stunde.
Bis Mitte der 1970er führte die Bahnstrecke Aschaffenburg–Höchst (Bachgaubahn) durch den Nachbarort Großostheim.

#### Radfernwege
Am Mainufer verlaufen:
- Der Main-Radweg führt von den beiden Quellen des Mains entlang des Flusses bis zu dessen Mündung in den Rhein bei Mainz. Er hat eine Gesamtlänge von etwa 600 Kilometern.
- Die D-Route 5 (Saar-Mosel-Main) über 1021 km von Saarbrücken über Trier, Koblenz, Mainz, Frankfurt am Main, Würzburg und Bayreuth bis zur tschechischen Grenze.
- Der Deutsche Limes-Radweg folgt dem Obergermanisch-Raetischen Limes über 818 km von Bad Hönningen am Rhein nach Regensburg an der Donau.

#### Häfen
Der nächste größere Hafen ist der Floßhafen in Aschaffenburg (für Sportboote, Privatyachten usw.). Außerdem gibt es dort den Industriehafen Hafen Aschaffenburg, er ist der größte Hafen Unterfrankens.

#### Luftverkehr
Der Frankfurter Flughafen liegt rund 50 km entfernt. In 15 km Entfernung befindet sich der Flugplatz Aschaffenburg, etwa 1 km entfernt im Stadtteil Obernau der Stadt Aschaffenburg das Segelfluggelände Altenbachtal.

### Ansässige Unternehmen

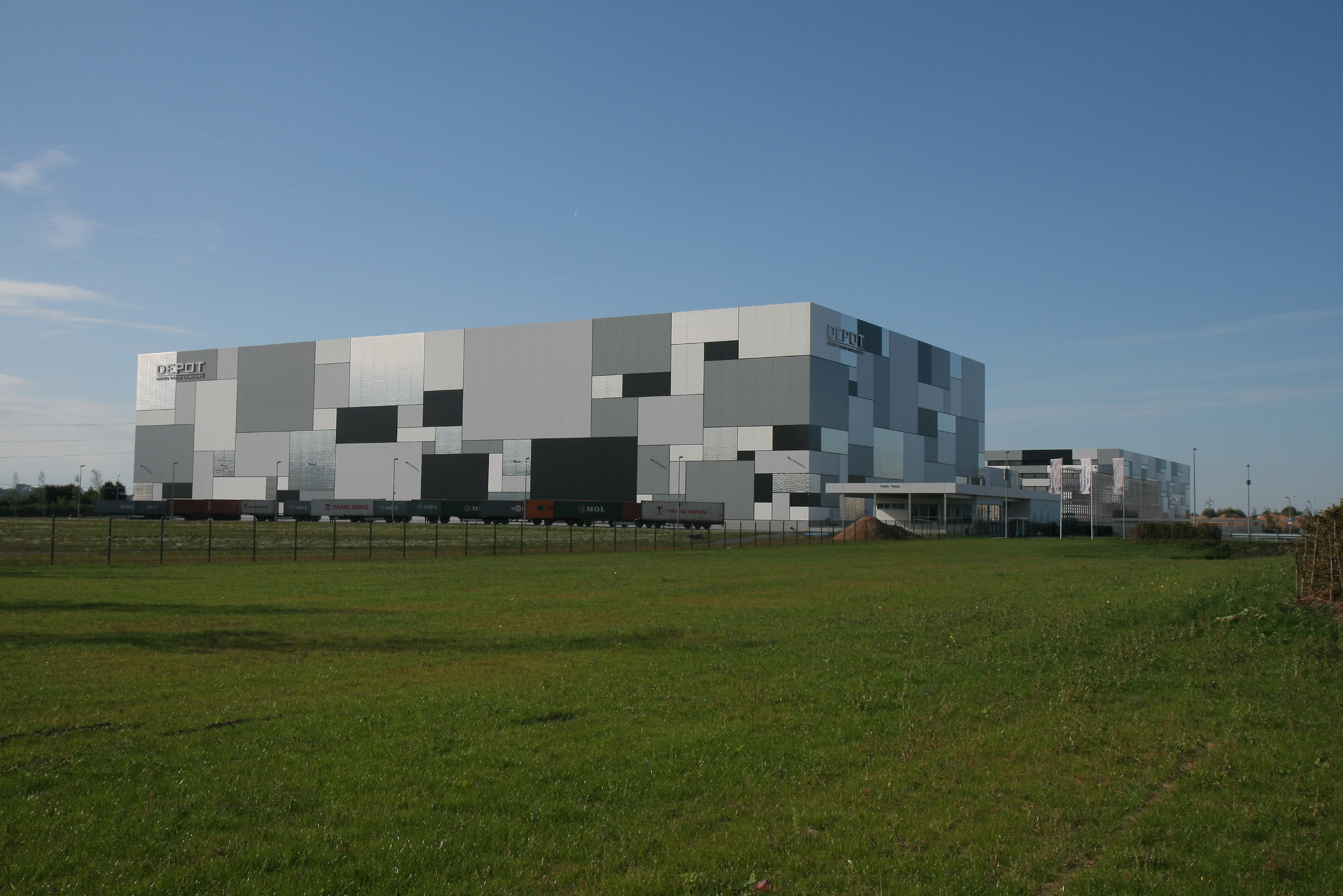
Das 2013 neu eröffnete Logistikzentrum von Das Depot

Im Jahr 1970 wurde mit der Gründung des Unternehmens Wanzke die erste Maschinenfabrik in Niedernberg ansässig. Vorher hatte es hauptsächlich Kleidermanufaktur und Nebenerwerbslandwirtschaft gegeben. Es folgten Unternehmen wie die G+K Umformtechnik und Maschinenbau Schwind.
Die ABI, 1974 in Babenhausen gegründet, kam 1979 als Maschinenfabrik nach Niedernberg, 2002 neues Werksgelände, ist als ABI Gruppe global bedeutsam bei Spezialtiefbaumaschinen und einer der größten Arbeitgeber in Niedernberg (2018: ca. 250 Mitarbeiter, 2021: 240).
Das seit den 1970er Jahren in Niedernberg kiesabbauende Unternehmen STIX betreibt seit 2007 im Bereich des westlichen Ortseingangs eine Anlage zum Brechen und Sieben von Recyclingmaterial, es folgten eine Lagerhalle und 2016 der komplette Umzug nach Niedernberg.
Die Gries Deco Holding („Depot“) hat in Niedernberg ihren Unternehmenssitz sowie eine Filiale und circa 500 Beschäftigte. Niedernberg ist auch Sitz der Sonata Management. Des Weiteren hat sich rund um das „Flügel-Zentrum“ eine Vielzahl von Unternehmen angesiedelt, darunter Supermärkte, eine Tankstelle, Outlet-Stores, ein Restpostenverkauf, ein Buchladen sowie drei von vier in Niedernberg vertretenen Bäckereien.
Es gibt mehr als 550 angemeldete Unternehmen – Stand 2017.

### Öffentliche Einrichtungen
- Zwei Kindergärten
- Kinderkrippe „KinderReich“
- Katholische Öffentliche Bücherei

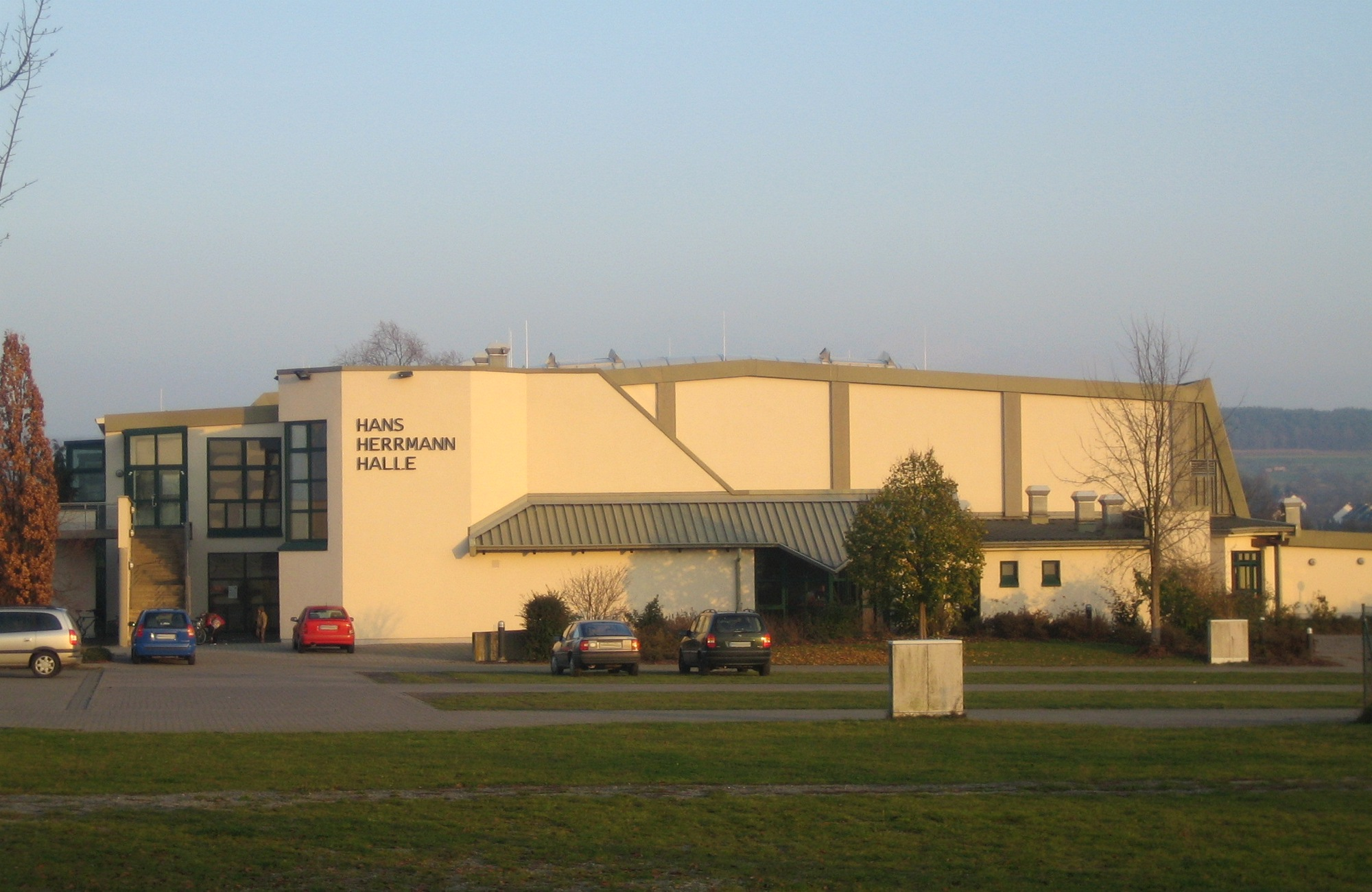
Die „Hans-Herrmann-Halle“

- Mehrzweckhalle „Hans-Herrmann-Halle“

### Bildung
In die 1979 fertiggestellte Grundschule gingen im Schuljahr 2006/07 insgesamt 237 Schüler. Seit 1995 gibt es eine an die Grundschule angeschlossene staatlich geförderte Mittagsbetreuung durch Erzieherinnen und pädagogische Fachkräfte mit unterschiedlichen freizeitpädagogischen Angeboten und einer regelmäßigen Hausaufgabenbetreuung. Wahlweise gibt es die Möglichkeit einer Hausaufgabenintensivbetreuung/Lernförderung und einer Ferienbetreuung.
Die Volksschule (erbaut 1960) wird als Verbandsschule (Kardinal-Döpfner-Mittelschule Großwallstadt/Niedernberg) von 45 ortsansässigen und 41 Schülern aus Großwallstadt besucht, 66 Schüler aus Niedernberg besuchen die Hauptschule Großwallstadt.
Neben einem Mittagsangebot findet mit Hilfe des Elternbeirats eine regelmäßige fakultative Hausaufgabenbetreuung in Niedernberg statt. Des Weiteren bietet die in Hösbach ansässige Dr. Albert-Liebmann-Schule eine Schulvorbereitende Einrichtung in Niedernberg an.

## Kultur und Sehenswürdigkeiten

### Theater
Seit 1988 spielt die Theatergruppe „Die Blechkatzen“ einmal jährlich im Herbst ein neu einstudiertes Stück. Die überaus positiven Reaktionen der Zuschauer führten zur heutigen Situation, dass die Gruppe mehrere Wochenenden hintereinander vor jeweils ausverkauftem Haus spielt und auch Auftritte außerhalb Niedernbergs hat.

### Museen
Der Geschichtsverein Niedernberg e. V. hat für Interessierte der örtlichen Geschichte in den Räumlichkeiten der Sandsteinschule eine volkskundliche Sammlung mit historischen Gegenständen aus Niedernberg zusammengetragen. Sonderausstellungen mit wechselnden Themen werden anlässlich der so genannten Museumscafés und am Tag der offenen Türe an Kerbsonntag präsentiert.

### Tourismus

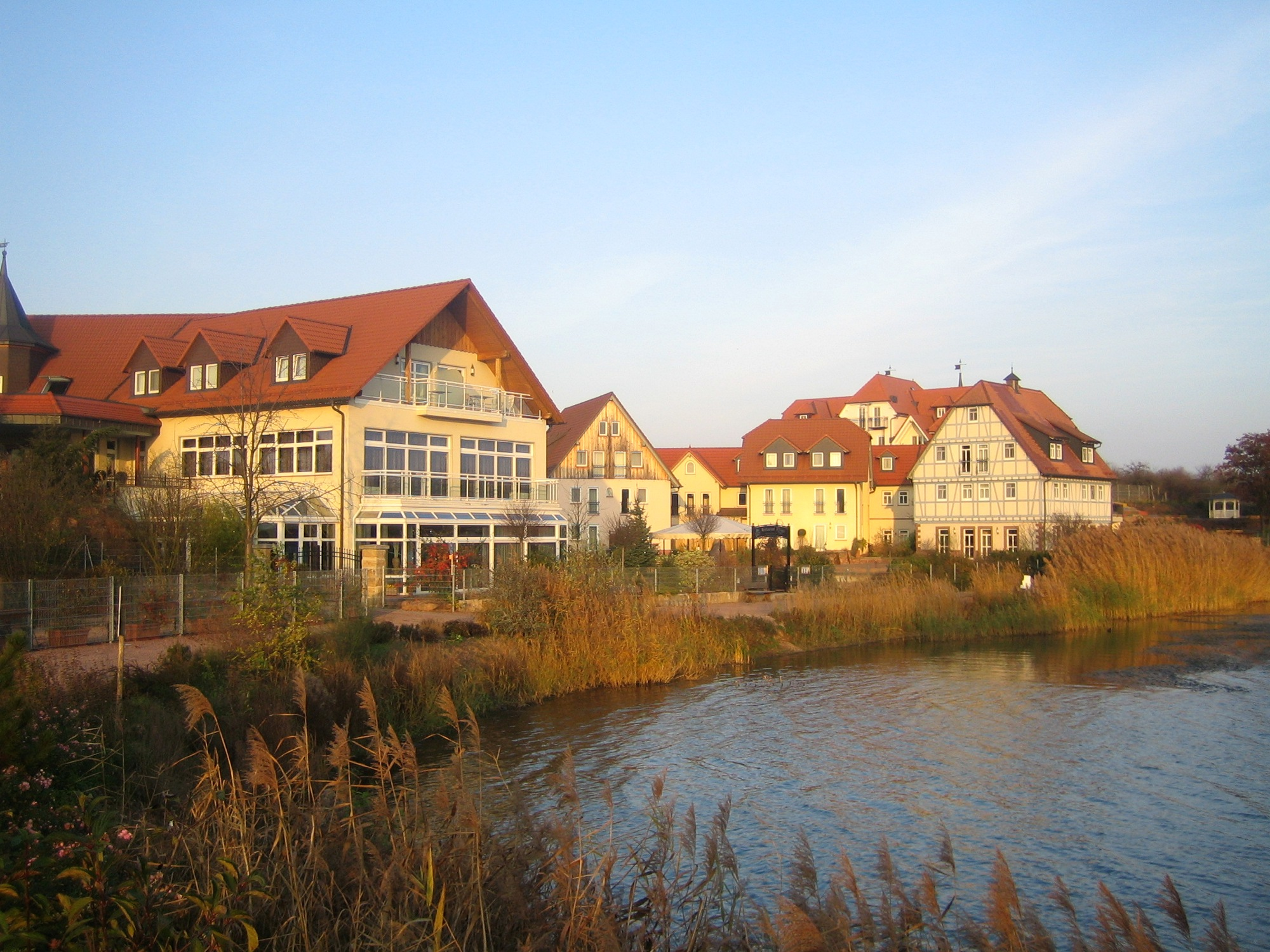
Das Seehotel am ehemaligen Surfsee

Trotz zahlreicher Angebote von Natur-, Erholungs-, Sport- und Freizeitaktivitäten ist Niedernberg keine klassische Tourismus-Gemeinde. Im Sommerhalbjahr 2003 waren in Niedernberg 7115 Übernachtungen zu verzeichnen (dies entspricht Platz 6 im Landkreisvergleich), vor allem von Geschäftsreisenden. Die durchschnittliche Aufenthaltsdauer betrug nur 1,4 Tage.
Übernachtungsmöglichkeiten in Niedernberg bieten das Seehotel, das mit Fremdenzimmern ausgestattete Café Reinhard, das Korbhaus in Räumlichkeiten aus dem 18. Jahrhundert und das hauptsächlich auf Langzeitgäste abzielende Boardinghouse.
Westlich der Bundesstraße 469 befindet sich zwischen Großostheim und Niedernberg der 55 ha große 18-Loch-Meisterschaftsplatz Golfpark Rosenhof, der zunächst sowohl auf Niedernberger als auch auf Großostheimer Gemarkung liegen sollte, nach Ablehnung des Projektes durch den Großostheimer Gemeinderat aber vollständig auf Niedernberger Gemarkung eingerichtet wurde.

### Musik

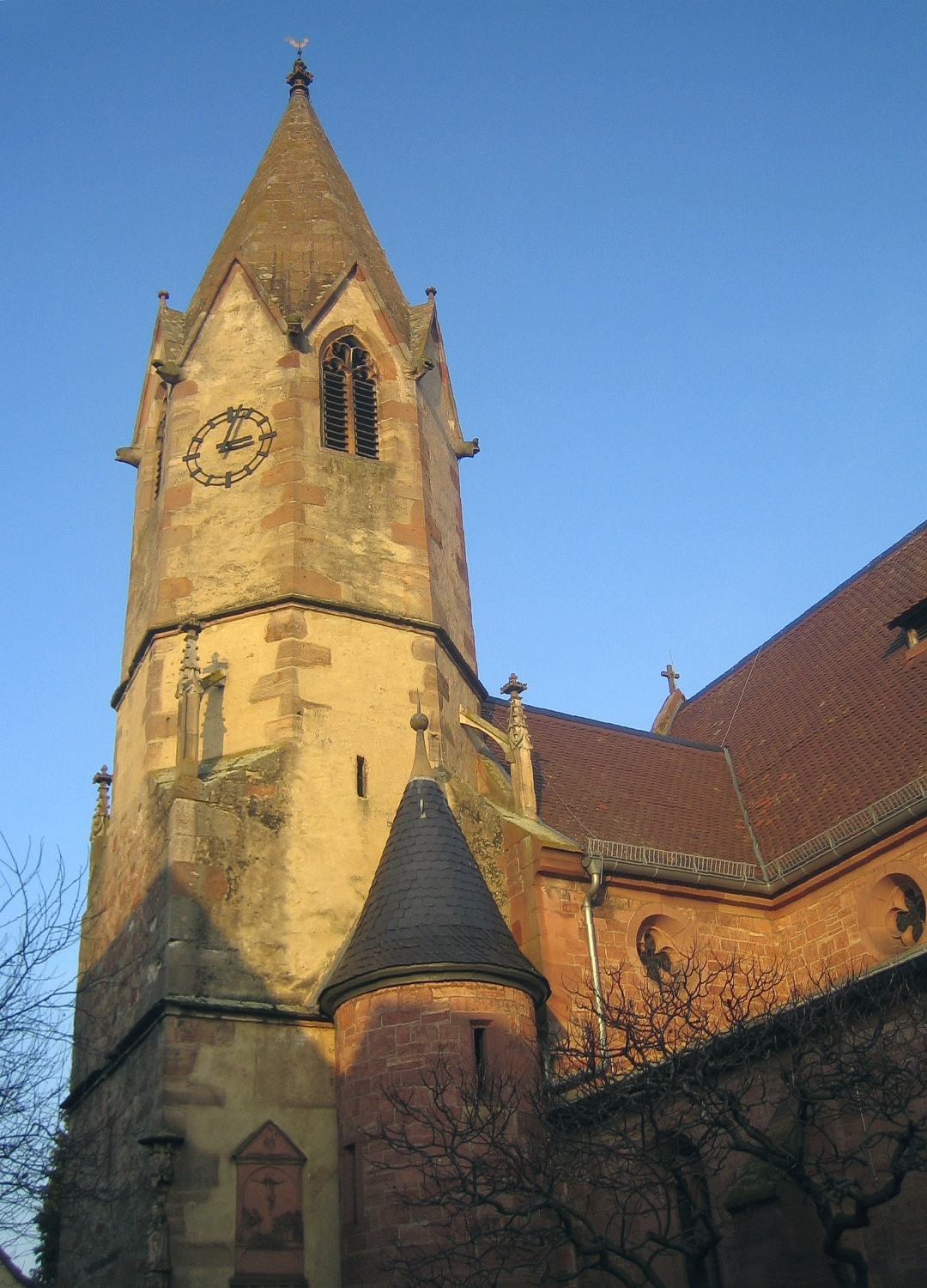
Turm der Kirche „St. Cyriakus“

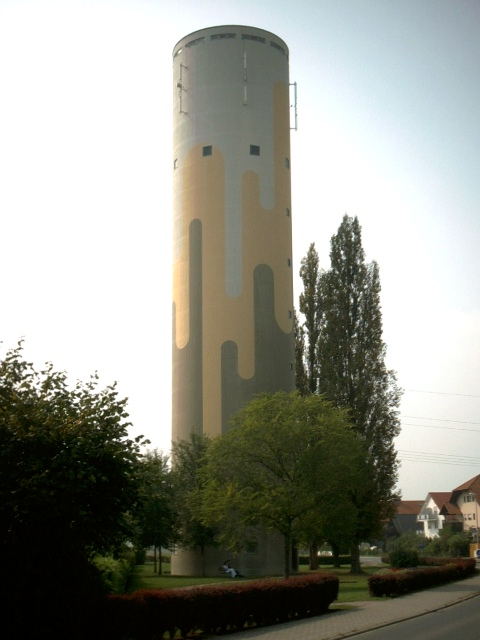
Wasserturm „Langer Adam“

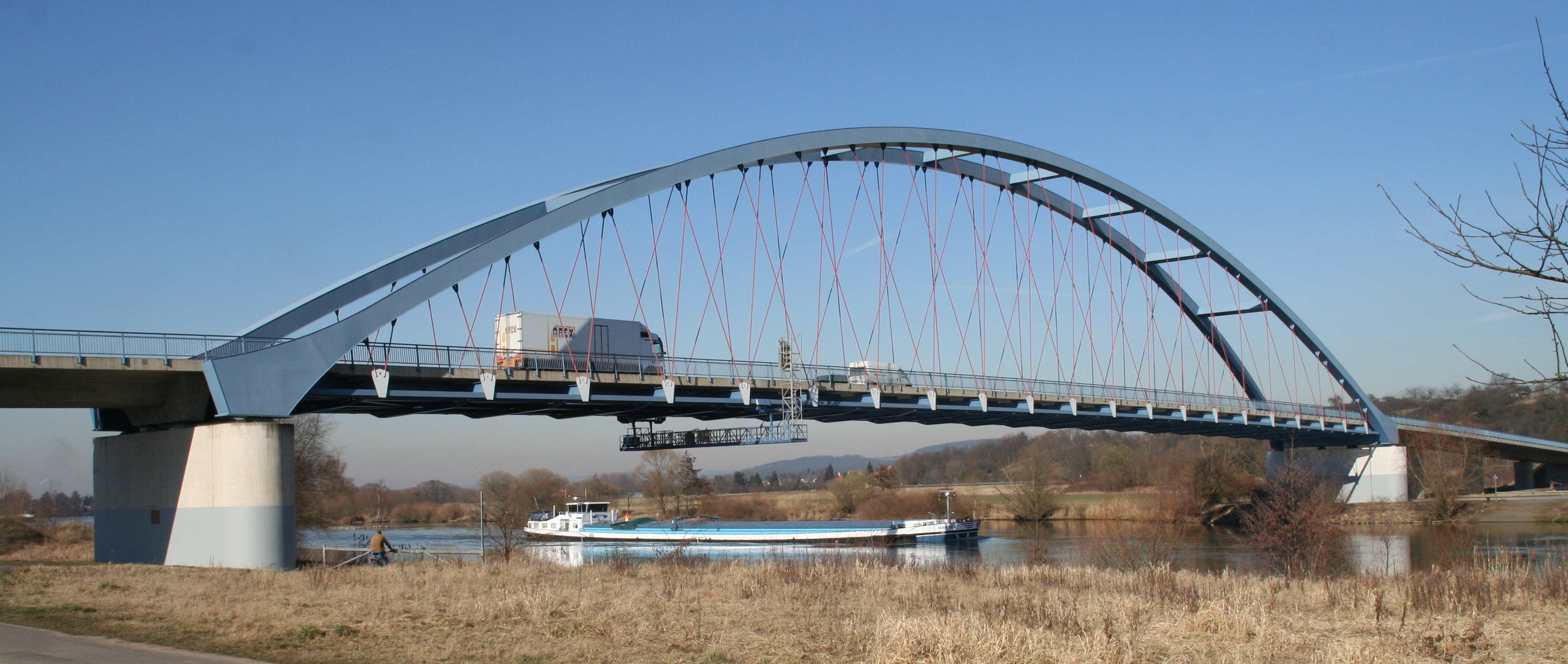
Mainbrücke Niedernberg–Sulzbach, 2001 erbaut

Eine größere Bekanntheit hat der Gesangverein „Einigkeit“, der verschiedene Auszeichnungen erhielt und auf Wettsingen regelmäßig sehr gute Ergebnisse erzielte. Wegen fehlenden Nachwuchses wurde zwischenzeitlich versucht, mit dem allgemein auf moderne, oft englischsprachige Gesangsstücke ausgerichteten jungen Chor „Via Nova“ neue Wege zu gehen. Im Jahr 2005 wurden die beiden Gruppen wegen erneuter Besetzungsprobleme zum Gesangverein „Via Nova Einigkeit“ zusammengefasst.
Das seit 1957 existierende Musikcorps der Freiwilligen Feuerwehr Niedernberg e. V. zählt über 70 aktive Mitglieder, darunter viele Jugendliche. Dies ist nicht zuletzt auf die umfangreiche Nachwuchsförderung vor Ort im 1999 eröffneten „Musicum“ zurückzuführen. Des Weiteren unterhält das Musikcorps seit 1985 freundschaftliche Kontakte zum Musikverein aus Goßmannsdorf.

### Bauwerke
Die St.-Cyriakus-Kirche mit ihren ältesten erhaltenen Teilen von 1461 ist bis heute das katholische Gotteshaus Niedernbergs. Den Glockenturm mit seiner ebenfalls aus dem Jahre 1461 stammenden Sandsteinmadonna ziert ein steinerner Spitzhelm, der so genannte „alte Chor“ ist im gleichen Stil gestaltet und gotischen Ursprungs rheinischer Prägung.
In der 1988 fertiggestellten „Hans-Herrmann-Halle“ halten viele Sportvereine ihr Training und Wettkämpfe ab. Konzerte, größere Versammlungen und private Feierlichkeiten finden hier vornehmlich an den Wochenenden statt. Im Jahre 2005 wurde die Mehrzweckhalle umfangreich renoviert, da teils schwere bauliche Mängel an der ehemals als topmodern gefeierten Architektur unter anderem zu Wassereinbruch und nicht mehr sicheren Dachkonstruktionen führten.
Als Wahrzeichen Niedernbergs gilt der 1958 innerhalb von nur elf Arbeitstagen durch die Hochtief AG errichtete Wasserturm „Langer Adam“ (so im Volksmund nach dem damaligen Bürgermeister Adam Klement benannt). Bis in die 1820er Jahre verfügte Niedernberg zuvor nur über sieben Kettenbrunnen, erst 1834 wurden diese zu Pumpenbrunnen umgerüstet. Bis zum 1859 gefassten Beschluss der Gemeinde, die Brunnen tiefer graben zu lassen, herrschte gerade in trockenen Sommern oft Wasserknappheit. Als jedoch ab 1928 die Kanalisierung des Mains voranschritt, stieg das Grundwasser so weit an, dass das Brunnenwasser zu faulen begann. Das Vorhaben, eine Sammelversorgung mit den Nachbargemeinden zu sichern, wurde durch den Ausbruch des Zweiten Weltkriegs nicht verwirklicht. Als 1954 erste Typhuserkrankungen bekannt wurden und das Gesundheitsamt nach Kontrollen zwölf der insgesamt dreizehn Brunnen für den Trinkwassergebrauch schließen musste und auch mittlerweile privat errichtete Versorgungsanlagen betroffen waren, war schnelles Handeln geboten. Noch im gleichen Jahr wurden Bauaufträge erteilt, bis 1958 Rohre im Ort verlegt und die Hausanschlüsse hergestellt. Der 44 Meter hohe Wasserturm wurde notwendig, weil die örtlichen Gegebenheiten es nicht zuließen, wie in den Nachbargemeinden durch Hochbehälter den erforderlichen Wasserdruck herzustellen. Der Niedernberger Wasserturm hat einen gleichbleibenden Durchmesser von 10 Meter. Die zwei Wasserbehälter aus wasserdichtem Stahlbeton fassen 250.000 Liter und erzeugen einen Wasserdruck von 3,5 atü im Leitungssystem. Bei einer Sanierung im Jahr 1982 wurde der Wasserturm in den seitherigen Farben Braun, Gelb und Grau angestrichen. Sein Aussehen hat sich seitdem nur geringfügig durch das Anbringen von Mobilfunkantennen gewandelt.
Seit 2001 überspannt in der Gemarkung Niedernberg eine Straßenbrücke den Main. Die Strombrücke hat eine Stützweite von 150 Metern und ist durch die Anordnung von schrägen, sich kreuzenden Hängern gekennzeichnet, eine in Deutschland seltene Konstruktionsform.

### Vereine und Verbände
Gemessen an der Einwohnerzahl gibt es in Niedernberg eine hohe Anzahl von Vereinen und Verbänden.
In sportlicher Hinsicht gibt es zum Beispiel neben den traditionsreichen Angelsportverein und Radballverein, dem Brieftaubenverein „Reiselust“, dem Turnverein, der DJK, dem Kraftsportclub „Germania“ und dem Segel- und Surfclub sowie dem Fußballverein SpVgg Niedernberg auch eine Behindertensportgruppe, einen Tennisclub, Kegelverein und Tischfußballclub. Die Boulefreunde spielen seit 2006 Petanque, der Golfpark Rosenhof wartet mit einem 18-Loch-Golfkurs auf.
Es bestehen weiterhin lokale Gruppierungen des BRK, des BDKJ, der PSG, der schon seit 1855 in Anfängen existierenden Freiwilligen Feuerwehr und der KJG.
Der Geschichtsverein nimmt durch seine vielfältigen Aktivitäten eine besondere Bedeutung in Niedernberg ein, der Karnevalsverein „NCV Niedernberg e. V.“ ist weit über die Region hinaus bekannt.

### Regelmäßige Veranstaltungen
- Starkbierfest im März
- Fußballortsmeisterschaft und „Fest unter den Linden“ im Juni
- Dreschfete auf dem Marienhof im Juli
- Römisches Knoblauchfest im August
- Dorffest mit „Unterfrankens längster Biermeile“ im September anlässlich der Kerb
- Mehrere Weinfeste

### Gastronomie
In Niedernberg gibt es eine Vielzahl von Gaststätten mit internationalem und landestypischem Speiseangebot. Überregionale Anerkennung kommen dabei insbesondere dem Restaurant „Blecherne Katz“, das 2014 dauerhaft geschlossen wurde, der Weinstube „Zum Wagner“ und dem ruhig gelegenen „Seehotel“ mit Übernachtungsmöglichkeiten zu.
Die älteste bis heute existierende Gaststätte ist das Gasthaus „Zur Gemütlichkeit“, das erstmals 1875 eine Schankerlaubnis erhielt.

### Seengebiet

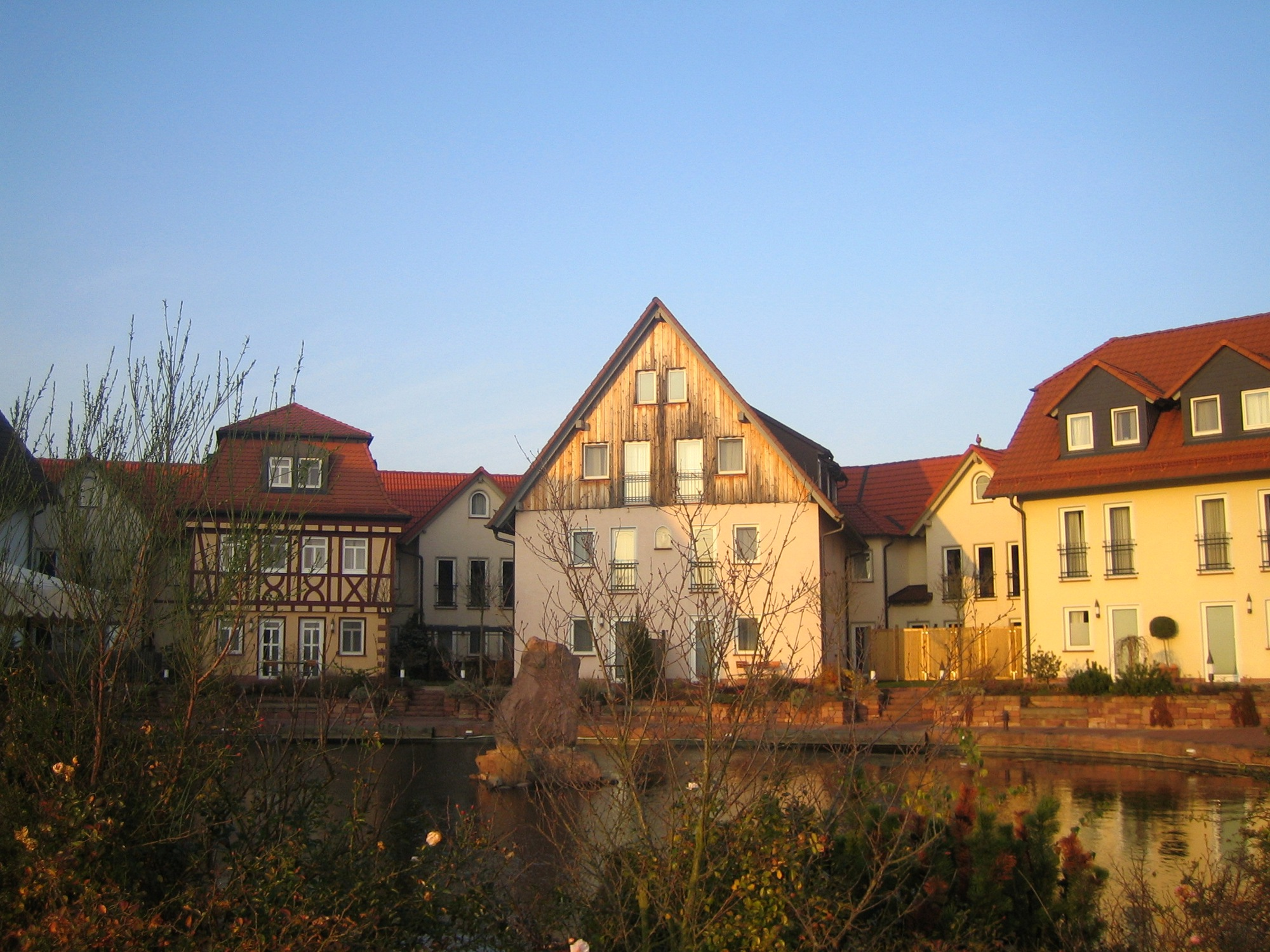
Das „Seehotel“

Der Kiesabbau in Niedernberg hat mit der „Niedernberger Seenplatte“ Folgen hinterlassen: Sie besteht aus mehreren großen und kleineren Seen und ist im Süden Niedernbergs zu finden. Lange Zeit erwies sich die Seenplatte als ein echtes Problem für Niedernberg, da im Sommer tausende Menschen über den Landkreis hinaus den größten See als inoffiziellen Badesee nutzten. Dies führte zu einer katastrophalen Verkehrslage an der Kreisstraße MIL 38, da Besucher ihre Autos direkt am Straßenrand parkten. Nicht genehmigte Partys am See führten zu einer massiven Verschmutzung weiter Teile des Uferbereichs.
Im Jahr 2004 wurde der Beschluss zum Bau eines öffentlichen Badestrandes verabschiedet. Der Strand wurde zur Badesaison 2005 fertiggestellt, eine Verbesserung der Lage war schon nach Kurzem klar ersichtlich. Die Gemeinde öffnete die Seenplatte im Folgenden noch mehr für den Tourismus, da sie ein großes Wachstumspotenzial in diesem Bereich vermutete. Einen ersten Schritt in diese Richtung stellte das Seehotel dar, das allerdings hauptsächlich von geschäftlich Reisenden frequentiert wird. Ab Oktober 2006 folgten mehrere Erweiterungen, zuletzt wurde im April 2018 ein Anbau im Landhausstil genehmigt, so dass das Hotel Ende desselben Jahres mehr als 100 Gästezimmer aufweist. Mit seiner sogenannten Orangerie, einem Wintergarten, verschiedenen Tagungsräumen, zwei Restaurants, einem Bootshaus auf der hoteleigenen Halbinsel und einem Wellness-Bereich mit Hallenbad und beheiztem Außenpool firmiert das Seehotel auch unter dem Beinamen Dorf am See.

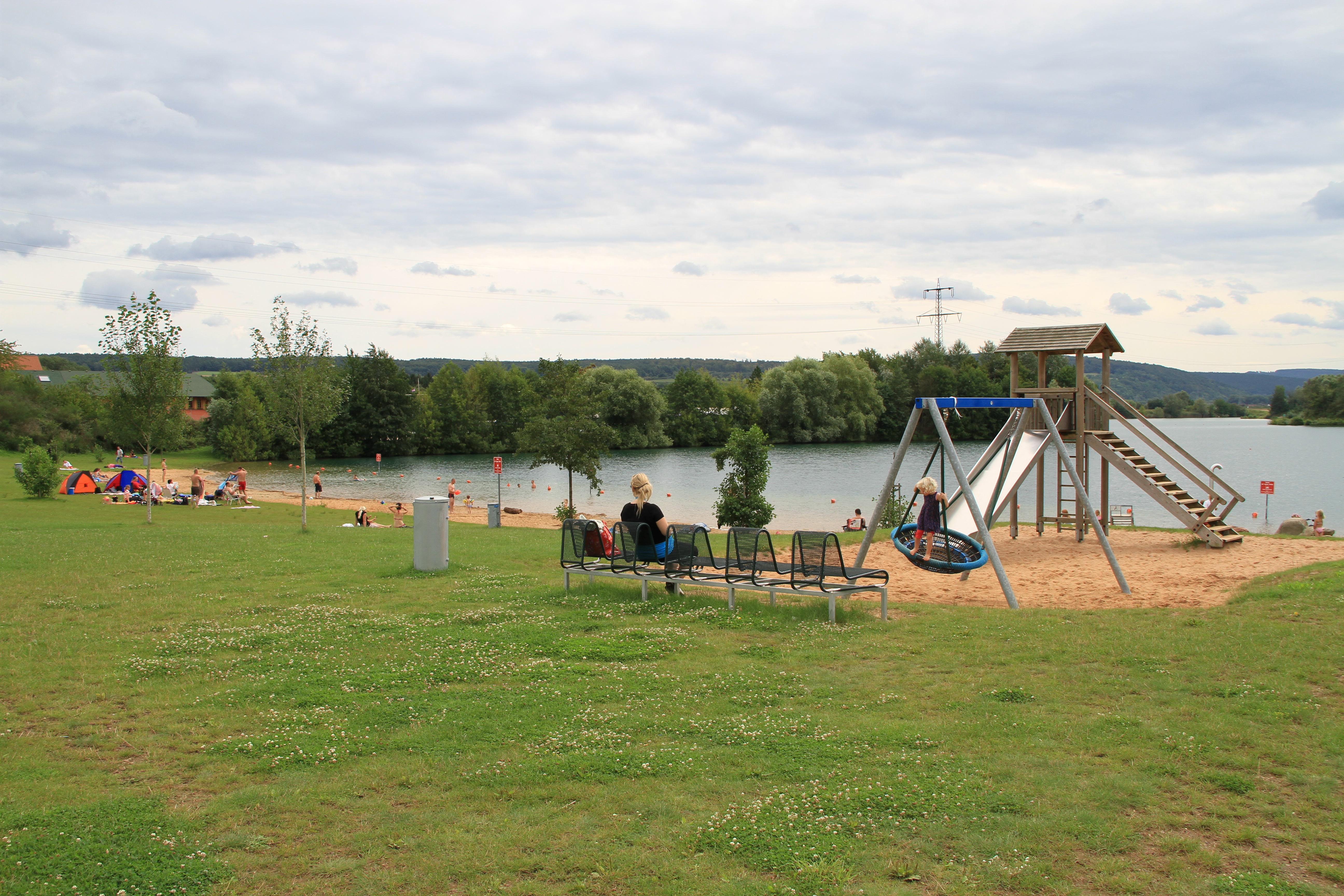
Badesee und Freizeitanlage „HonischBeach“

Aus dem 2005 eröffneten öffentlichen Strand entstand nach und nach eine HonischBeach genannte Freizeitanlage mit Bademöglichkeit, die zu einem beliebten Ausflugsziel für Menschen aus der Gegend von Aschaffenburg bis Frankfurt, aber ebenso aus der Region Heilbronn-Franken, geworden ist. Der direkt nebenan gelegene Silbersee wird von Surfern und Tauchern genutzt, auch eine Tauchschule ist vor Ort.

### Sonstiges
- Ausgedehntes Erholungsgebiet im nahe gelegenen Wald mit Grillplatz
- Markierte Wanderwege
- Radwegenetz im gesamten Gemarkungsbereich
- Pumptrack[27], Bolzplätze und Skateranlage

## Persönlichkeiten
- Friedrich Ohlenschlager (1840–1916), Altphilologe, Prähistoriker, Provinzialrömischer Archäologe, Gymnasialprofessor und Rektor
- Friedrich Karl Röther (1919–2005), Verwaltungsjurist, Landrat von Schwäbisch Gmünd
- David Schnabel (* 1984), siebenfacher Weltmeister im Einer-Kunstradfahren

## Sonstiges
Weit bekannt ist der Ortsneckname „Honisch“ für Niedernberg. Dieser geht nicht, wie vielfach vermutet, auf das ähnlich klingende Nahrungsmittel zurück, sondern kommt von der früheren Aussprache des Hilfsverbs „haben“. Allein dieses Wort unterscheidet sich im Dialekt der umliegenden Gemeinden stark (Niedernberg: hohn, Großwallstadt: hewwe, Großostheim: haoun).
Frühere Generationen sagten in Niedernberg anstelle von „habe ich“ dementsprechend „hohn isch“, weshalb von Nachbargemeinden der Spottname „Honisch“ angedichtet wurde. Im Laufe der Jahre ist diese Bezeichnung zu einem „Markennamen“ insbesondere während der Faschingszeit geworden.
Eben jene „fünfte Jahreszeit“ nimmt von jeher in Niedernberg einen hohen Stellenwert ein. Die Gemeinde gilt am Untermain als „närrische Hochburg“ und die Höhepunkte der „Honischer Fasenacht“ wie die beiden Prunksitzungen, das „Prinzenpaarwecken“ am Rosenmontag und der „Schlofozuchball“ ziehen auch Menschen aus entfernteren Gebieten an.
Der zweite Spottname „Niedernberger Blechkatzen“ soll auf die Mäuseplage von 1822 zurückgehen. In jenem Jahr wurden zwar zahllose Mäuse allein schon mit herkömmlichen Fallen gefangen und getötet, die Niedernberger wollten aber mit der damals neu aufgekommenen Begasung von Mäuselöchern der Plage noch effektiver Herr werden. Zu diesem Zweck beauftragte der damalige Ortsvorsteher den Schlossermeister Leonhard Zang, sich einen der modernen Begasungapparate zu besorgen und nach dessen Muster für die Gemeinde ebenfalls ein solches Mäuseausmerzgerät zusammenzulöten. Das Gerät blieb zwar von zweifelhafter Wirksamkeit, aber sein Scherzname, „Blechern Katz“, war vorzüglich geeignet, die Niedernberger zu necken und zu ärgern.

## Statistik

### Entwicklung der Einwohnerzahl
Niedernberg weist im Vergleich der Bevölkerungsdaten mit einem Plus von 5,7 % zwischen 1999 und 2008 den höchsten Bevölkerungszuwachs nach Röllbach (+ 10,9 %) des gesamten Landkreises Miltenberg auf. Auch bei einem längerfristigen Vergleich der Daten zwischen 1988 und 2018 nimmt Niedernberg mit einem Plus von 39,3 % die Spitzenposition bei der Entwicklung der Einwohnerzahl ein. Die zuletzt rückläufigen Gesamtzahlen sind auf den demografischen Wandel zurückzuführen.

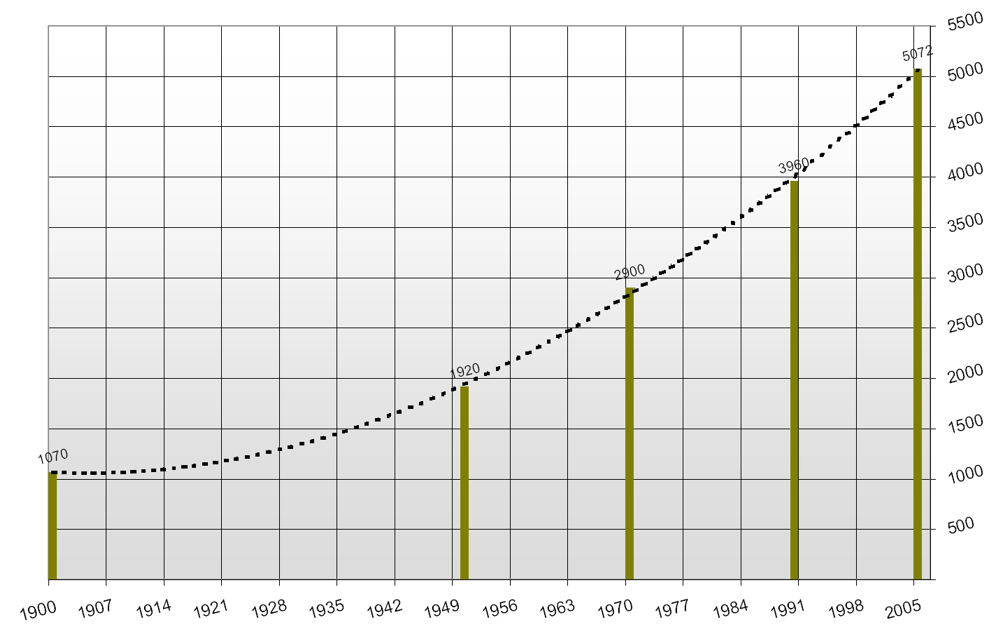
Historische Entwicklung der Einwohnerzahlen von 1900 bis 2005
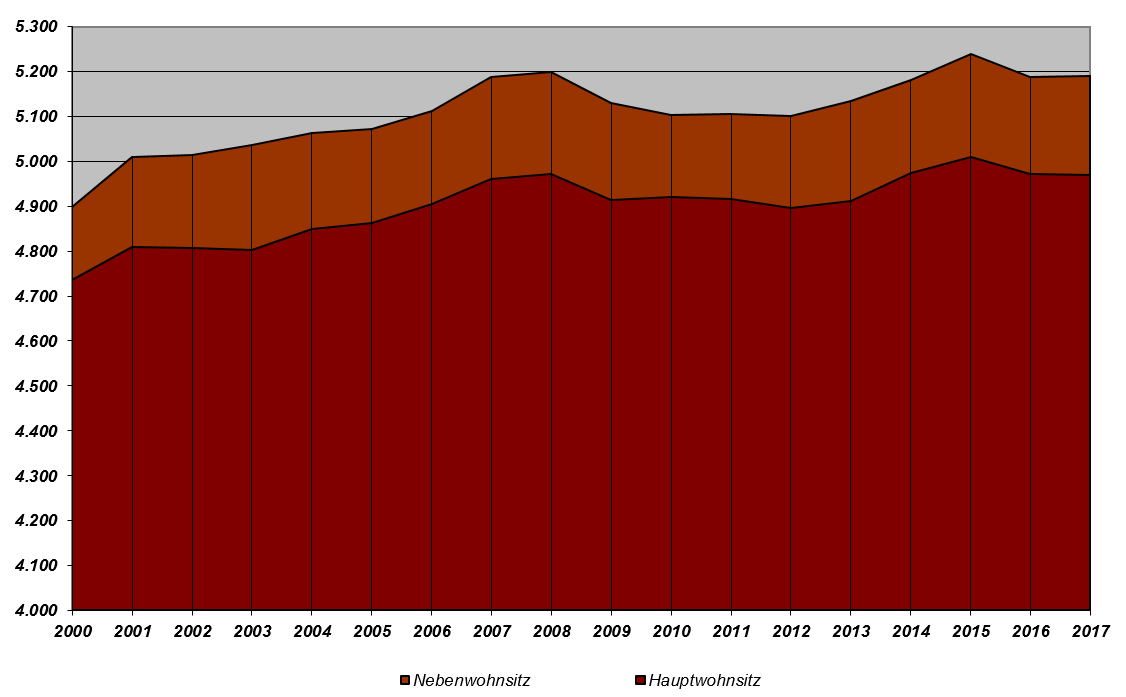
Veränderung der Einwohnerzahlen in der jüngeren Vergangenheit

### Haushalt

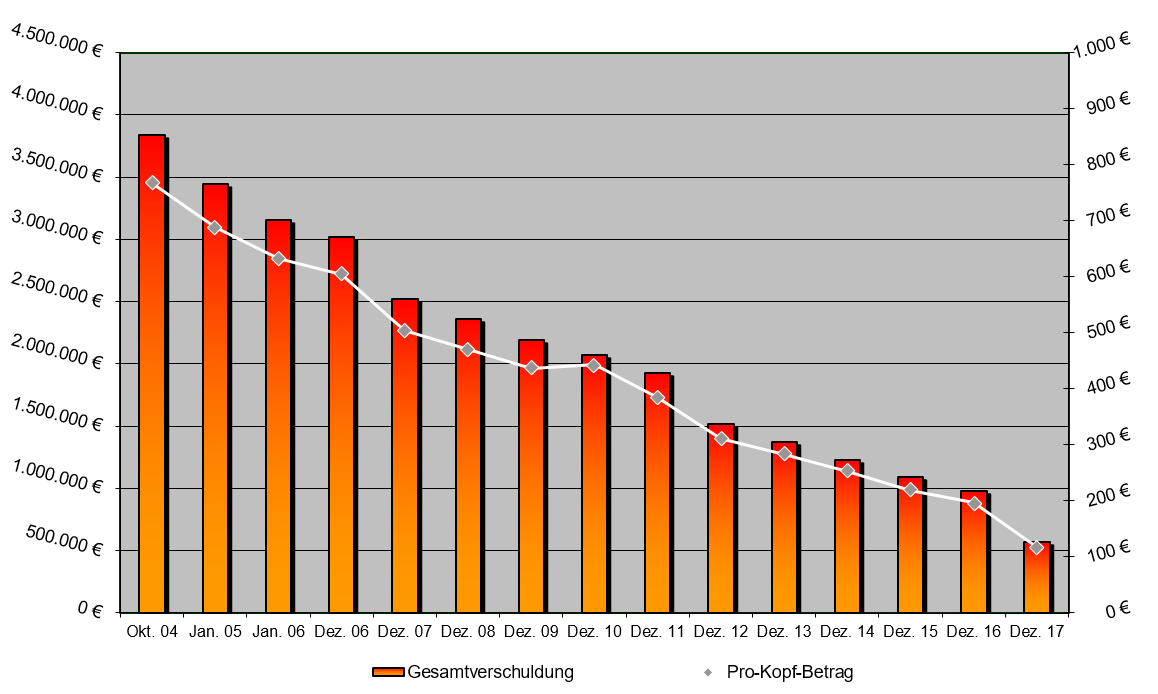
Die Entwicklung der Niedernberger Verschuldung

Im Haushaltsplan der Gemeinde Niedernberg für das Jahr 2018 werden 15,339 Mio. € für ordentliche Aufwendungen veranschlagt. Seit Jahren wird an der Entschuldung gearbeitet und es werden planmäßig keine Neukredite mehr aufgenommen. So konnte die Pro-Kopf-Verschuldung ab 2004 innerhalb von zehn Jahren um ca. 70 % gesenkt werden, Ende 2017 wurden circa 116 € ausgewiesen. Im Landkreis Miltenberg lag die Verschuldung pro Person derweil bei ungefähr 190 €, im Landesschnitt waren es etwa 230 €.
Im Jahr 2018 galt Niedernberg als eine der drei wirtschaftsstärksten Gemeinden des Landkreises Miltenberg.

### Gewerbewesen
| Angemeldetes Gewerbe laut Gewerberegister Stand: 15. November 2017 |     |
| Einzelfirmen                                                       | 355 |
| GmbH                                                               | 144 |
| Sonstige (AG, KG, GbR)                                             | 77  |
| Gesamt                                                             | 576 |

### Ausländer

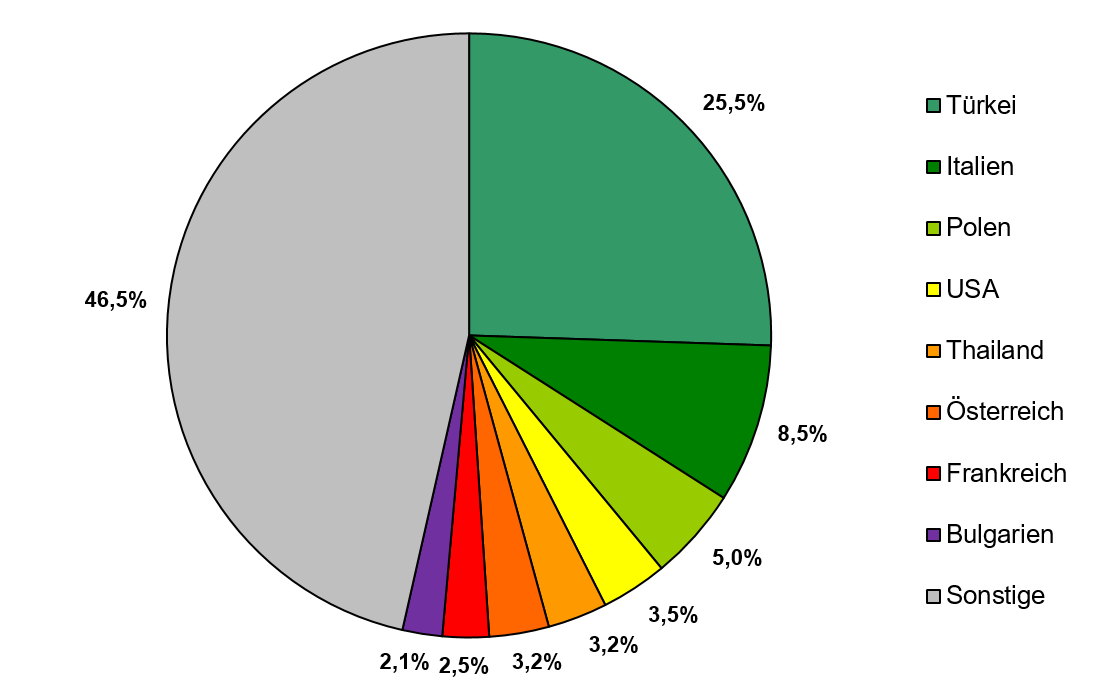
Prozentuale Verteilung ausländischer Einwohner nach Staatsangehörigkeit; Stand 2017

Insgesamt wohnen in Niedernberg 282 Nichtdeutsche aus 45 verschiedenen Staaten. Dies entspricht 5,4 % der gesamten Bevölkerung in Niedernberg. Die meisten nichtdeutschen Einwohner kommen aus der Türkei (72 Personen, das entspricht 1,4 %). Im Vergleich mit dem im Jahr 2015 landkreisweiten Durchschnitt von 9,9 % wohnen demnach relativ wenige Menschen nicht-deutscher Staatsangehörigkeit in Niedernberg, im ganzen Regierungsbezirk Unterfranken waren es Ende 2015 ebenso höhere 7,6 %.